# Gregory Wüthrich
Gregory Wüthrich (4 december 1994) is een Zwitsers voetballer die bij voorkeur als centrale verdediger speelt. Hij speelt momenteel bij BSC Young Boys.

## Clubcarrière
Wütrich komt uit de jeugdopleiding van BSC Young Boys. Op 2 februari 2014 debuteerde hij in de Zwitserse Super League. Hij mocht de volledige wedstrijd meedoen in het thuisduel tegen FC Thun. Op 15 maart 2014 scoorde hij zijn eerste treffer voor de hoofdstedelingen in de uitwedstrijd tegen St. Gallen. In zijn debuutseizoen kwam hij tot acht optredens in competitieverband. 
3 Hadjam ·
4 Zourkou ·
5 Husić ·
6 Pfeiffer ·
7 Ugrinic ·
8 Łakomy ·
9 Itten ·
10 Imeri ·
11 Colley ·
13 Camara ·
14 Chaiwa ·
15 Elia ·
17 Janko ·
20 Niasse ·
21 Virginius ·
22 Conté ·
23 Benito ·
24 Althekame ·
26 Von Ballmoos  ·
27 Blum ·
30 Lauper ·
31 Conte ·
33 Keller ·
35 Ganvoula ·
39 Males ·
40 Marzino ·
77 Monteiro ·
Coach: Magnin